# Warner TV Next
Warner TV Next é um canal de televisão francês operado e distribuído pela Warner Bros. Discovery France, uma subsidiária da Warner Bros. Foi lançado em 11 de fevereiro de 2016 como Toonami, baseado no bloco de programação Cartoon Network/Adult Swim de mesmo nome nos Estados Unidos, e foi originalmente direcionado a crianças antes de mudar para o público adulto em 2020. O canal adotou seu atual marca em 4 de setembro de 2023.

## História
No dia 3 de fevereiro, foi confirmado pelo Toonami Squad em um e-mail com Turner que o Toonami seria lançado na França em 11 de fevereiro de 2016. Nos primeiros quatro anos no ar, a programação do canal foi voltada para crianças e adolescentes. Também usou o logotipo introduzido pelo bloco original em 2004, bem como promoções da marca que foram usadas pela primeira vez para o feed do Sudeste Asiático.
Durante a noite, o canal era marcado como Toonami Unlimited, exibindo programas e vários eventos All Elite Wrestling (que não são produzidos pela Warner Bros. Discovery, mas vão ao ar em seus canais nos Estados Unidos) com pouca ou nenhuma censura. Em 24 de julho de 2019, um bloco Adult Swim começou a ser transmitido todas as noites das 23h00 às 2h00 CET, seguido pela adição de séries de ação ao vivo e AEW Dynamite à programação do Toonami Unlimited.
Em setembro de 2020, o Toonami passou por uma reformulação de marca e mudou seu público-alvo para adolescentes e jovens, deixando seus programas não mais sujeitos à censura durante o dia. Em 14 de setembro, o canal foi adicionado ao StarTimes, estando disponível ao lado do seu homólogo africano de língua inglesa.
Em 10 de janeiro de 2023, Toonami foi retirado do Canal+, após um fracasso nas negociações para a renovação dos canais Warner.
Em 28 de junho de 2023, foi anunciado que Toonami France seria substituído pela Warner TV Next em 4 de setembro,  tornando-se parte da franquia Warner TV que existe em outros países europeus, asiáticos e latino-americanos.